# Magnus Haraldsson (biskop)

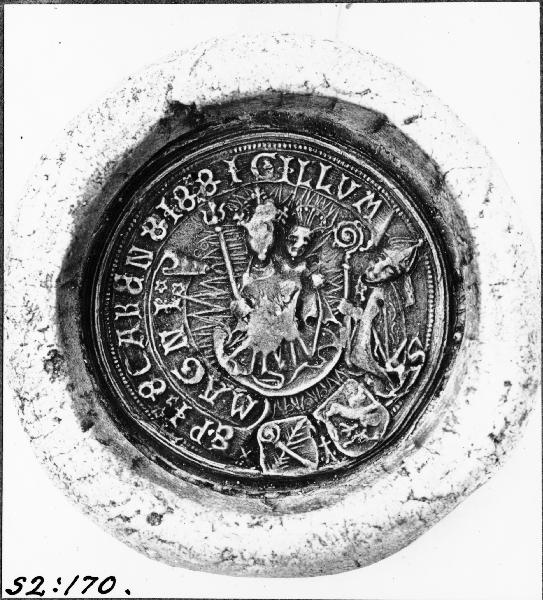
Biskop Magnus Haraldssons sigill från 1530 i Skara domkyrka

Magnus Haraldsson, död omkring 1560 i Rostock, var en svensk biskop i Skara stift 1522–1529. Han är även känd under den latinska namnformen Magnus Haraldi och tillhörde motståndarna inom Gustav Vasas reformationspolitik.

## Biografi
Magnus Haraldssons ursprung är okänt. Han har knutits till den uppdiktade Vångasläkten. Han blev biskop i Skara stift 1522 och efterträdde biskopen Didrik Slagheck. Magnus Haraldsson deltog vid Riksdagen 1527 i Västerås då han var tvungen att bli motståndare till katolska kyrkan och lämna i från sig Läckö slott till kungen. Påven i Rom vägrade att viga Magnus Haraldsson till biskop och han blev istället vigd 1528 på Gustav Vasas befallning av biskopen Peder Månsson i Västerås stift. Den 12 januari 1528 deltog han vid Gustav Vasas kröning till kung av Sverige i Uppsala domkyrka och sattes kronan på kungens huvud. Om våren 1529 förband sig Magnus Haraldsson med Ture Jönsson (Tre Rosor) och några andra Västgötar i att avsätt kung Gustav Vasa och åter inför det katolska läran.
Magnus Haraldsson blev tillfångatagen i Oslo och fördes då till Danmark, varifrån han slutligen gav sig av till Mecklenburg. Han skickade 27 april 1550 ett brev från Wismar och bosatte sig sedan i ett kloster nära Rostock, där han levde till omkring 1560.
I Västgötaherrarnas uppror spelade han en stor roll. Han lyckades undkomma till Danmark. År 1531 följde han den landsflyktige Kristian II i hans anfall mot Danmark och tillfångatogs. År 1543 deltog han från Tyskland ivrigt i uppviglingsarbetet mot Gustav Vasa i samband med Dackefejden och stod i korrespondens med Gustav Vasas tyska motståndare.